# يلشات أكبنوفا
يلشات أكبنوفا مواليد 28 فبراير 1994، هي لاعبة كرة يد كازاخستانية تلعب كمحور. مثلت منتخب كازاخستان لكرة اليد للسيدات.

## سجل المنافسة
شاركت في البطولات التالية:
- بطولة العالم لكرة اليد للسيدات 2015